# Crash! Boom! Bang!
Crash! Boom! Bang! è il quinto album in studio del duo pop svedese Roxette, pubblicato nel 1994.

## Descrizione
L'album Crash! Boom! Bang! ha sonorità pop rock ed è stato registrato tra Capri, Londra e Stoccolma.
È stato anticipato dal singolo Sleeping in My Car, presentato sia agli MTV European Music Awards di Berlino che al Festivalbar. Il video di tale brano ha ricevuto una heavy rotation dal canale musicale italiano Videomusic, che lo ha nominato "Video della Settimana". Sulla stessa emittente, poco prima dell'uscita dell'album, è stato mandato in onda uno speciale in cui venivano intervistavati Marie Fredriksson e Per Gessle, a proposito della loro carriera e del disco.

## Tracce
1. Harleys & Indians (Riders in the Sky) - 3:45
2. Crash! Boom! Bang! - 5:02
3. Fireworks - 3:58
4. Run to You - 3:39
5. Sleeping in My Car - 3:47
6. Vulnerable - 5:03
7. The First Girl on the Moon - 3:11
8. Place Your Love - 3:09
9. I Love the Sound of Crashing Guitars - 4:49
10. What's She Like? - 4:16
11. Do You Wanna Go the Whole Way? - 4:11
12. Lies - 3:41
13. I'm Sorry - 3:10
14. Love is All (Shine Your Light on Me) - 6:41
15. Go to Sleep - 3:58

## Versione 2009 "Rox Archives vol. 5 / File Under Pop"
Nel 2009 l'album Crash! Boom! Bang! è stato pubblicato in una versione rimasterizzata ed estesa con Almost Unreal, Crazy About You e See Me; la versione digitale dell'album ha anche Better Off on Her Own, e la versione demo di Always Breaking My Heart.
1. Harleys & Indians (Riders in the Sky) - 3:45
2. Crash! Boom! Bang! - 5:02
3. Fireworks - 3:58
4. Run to You - 3:39
5. Sleeping in My Car - 3:47
6. Vulnerable - 5:03
7. The First Girl on the Moon - 3:11
8. Place Your Love - 3:09
9. I Love the Sound of Crashing Guitars - 4:49
10. What's She Like? - 4:16
11. Do You Wanna Go the Whole Way? - 4:11
12. Lies - 3:41
13. I'm Sorry - 3:10
14. Love is All (Shine Your Light on Me) - 6:41
15. Go to Sleep - 3:58
16. Almost Unreal [A-Side / dalla colonna sonora di "Super Mario Bros."]
17. Crazy About You [B-Side di "You Don't Understand Me"]
18. See Me [B-Side di "Salvation"]
19. Better Off on Her Own [B-Side di "Stars"]
20. Always Breaking My Heart [Demo][da "The RoxBox"]

## Formazione
- Marie Fredriksson - voce
- Staffan Öfwerman - cori
- Vicki Benckert - cori
- Per Gessle - voce, chitarra ritmica
- Jonas Isacsson - chitarra solista
- Jalle Lorensson - armonica a bocca
- Clarence Öfwerman - tastiere, programmazione
- Anders Herrlin - basso, programmazione
- Pelle Alsing - batteria, percussioni

## Tour Mondiale
Crash! Boom! Bang! è il nome del tour mondiale che il duo pop svedese Roxette ha intrapreso tra il 1994 e il 1995, in supporto al quinto album registrato in studio Crash! Boom! Bang!.